# 아르베라 홈

아르베라 홈을 고공에서 관측한 것을 보여주는 CG.

아르베라 홈(Arbela Sulcus)는 목성의 위성인 가니메데에 있는 지역으로 홈 모양의 밝은 지형이다. 길이는 1,977km이다.